# شناسه آزاد پژوهشگران و نویسندگان
شناسهٔ آزاد پژوهشگران و نویسندگان/مشارکت‌کنندگان (انگلیسی: Open Researcher and Contributor ID) که به اختصار اُرکید نامیده می‌شود، یک رمز الفماری غیرمالکانه برای شناسایی منحصر به فرد دانشمندان و دیگر نویسندگان دانشگاهی است.
اُرکید یک سازمان غیرانتفاعی، برای شناسایی همه کسانی است که در تحقیقات، دانش و نوآوری مشارکت می‌کنند، به صورت یکتا شناسایی شده و بین فعالیت‌های علمی آنها با شناسه‌شان ارتباط برقرار می‌کند.
اُرکید تحت نظارت سازمانی به همین نام ارائه می‌شود، لیکن تحت مالکیت هیچ مؤسسه یا پایگاه اطلاعاتی نیست و عضویت در آن برای همگان آزاد و رایگان است. اُرکید برای حل مشکل تشابه اسامی پژوهشگران، مشارکت‌کنندگان و نویسندگان از سال ۲۰۱۲ میلادی شروع به کار کرد.
در حقیقت ORCID یک بلاک رزرو شده از شناسه‌های استاندارد بین‌المللی شناسهٔ نام (به انگلیسی: International Standard Name Identifier) به‌اختصار ISIN است که برای شناسائی پژوهشگران، مشارکت‌کنندگان و نویسندگان پژوهش‌های علمی و دانشگاهی در اختیار مؤسسه غیرانتفاعی ORCID قرار گرفته‌است.

## ویژگی های شناسه ORCID
1. شناسه یکتا: ORCID یک کد 16 رقمی منحصر به فرد است که به هر پژوهشگر اختصاص داده می شود و به صورت دائمی و جهانی معتبر است. این شناسه به شکل URL ارائه می شود، مانند: https://orcid.org/0000-0002-1825-0097.
2. قابلیت استفاده جهانی: شناسه ORCID در سطح بین المللی پذیرفته شده است و بسیاری از مجلات علمی، دانشگاه ها، مؤسسات پژوهشی و پلتفرم های علمی از آن برای شناسایی پژوهشگران استفاده می کنند.
3. پروفایل شخصی: با ایجاد یک حساب کاربری ORCID، پژوهشگران می توانند یک پروفایل شخصی داشته باشند که شامل اطلاعات شخصی، تحصیلی، سوابق شغلی، مقالات منتشر شده، فعالیت های داوری، و سایر دستاوردهای علمی آن هاست.
4. یکپارچگی با سایر سیستم ها: ORCID می تواند به راحتی با سیستم های دیگر مانند پایگاه های داده علمی، مجلات، و سیستم های مدیریت پژوهش یکپارچه شود. این امکان به پژوهشگران اجازه می دهد تا به طور خودکار فعالیت های علمی خود را به پروفایل ORCID خود اضافه کنند.
5. مدیریت دستاوردهای علمی: پژوهشگران می توانند از طریق پروفایل ORCID خود، مقالات و دستاوردهای علمی شان را مدیریت کنند. این پروفایل می تواند به عنوان یک رزومه دیجیتال عمل کند که همیشه به روز است و به راحتی قابل دسترسی است.

## نحوه دریافت شناسه ORCID
1. ثبت نام در سایت ORCID: برای دریافت شناسه ORCID، پژوهشگران باید به وب سایت ORCID به آدرس https://orcid.org مراجعه کنند.
2. ایجاد حساب کاربری: در سایت ORCID، باید یک حساب کاربری ایجاد کنید. این فرایند شامل وارد کردن اطلاعات شخصی مانند نام، ایمیل، و رمز عبور است.
3. دریافت شناسه یکتا: پس از تکمیل فرایند ثبت نام، شناسه یکتای ORCID به شما اختصاص داده می‌شود که می‌توانید از آن در تمامی فعالیت‌های علمی خود استفاده کنید.
4. به روز رسانی پروفایل: پس از دریافت شناسه، می‌توانید پروفایل خود را با اطلاعاتی مانند سوابق تحصیلی، شغلی، مقالات و سایر دستاوردهای علمی تکمیل کنید.